# Have 'Twangy' Guitar - Will Travel
Have 'Twangy' Guitar - Will Travel è il primo album in studio di Duane Eddy, pubblicato nel 1958.
Da questo album vennero estratti cinque singoli. La Jamie Records pubblicò di nuovo l'album nel 1999 su compact disc con tre tracce bonus ("Up and Down", "The Walker" e "Mason Dixon Lion").

## Tracce
LATO A
1. Lonesome Road
2. I Almost Lost My Mind
3. Rebel-'Rouser
4. Three-30-Blues
5. Cannon Ball
6. The Lonely One

LATO B
1. Detour
2. Stalkin'
3. Ram Rod
4. Anytime
5. Moovin' 'N Groovin'
6. Loving You